# Обрачун у Казино кабареу
Обрачун у Казино кабареу је југословенски филм снимљен 1993. године који је режирао Зоран Чалић, а сценарио је написао такође Зоран заједно са Драганом Чалићем. Ово је иначе последњи филм Драгомира Бојанића Гидре и Столета Аранђеловића.